# 泰勒地雷

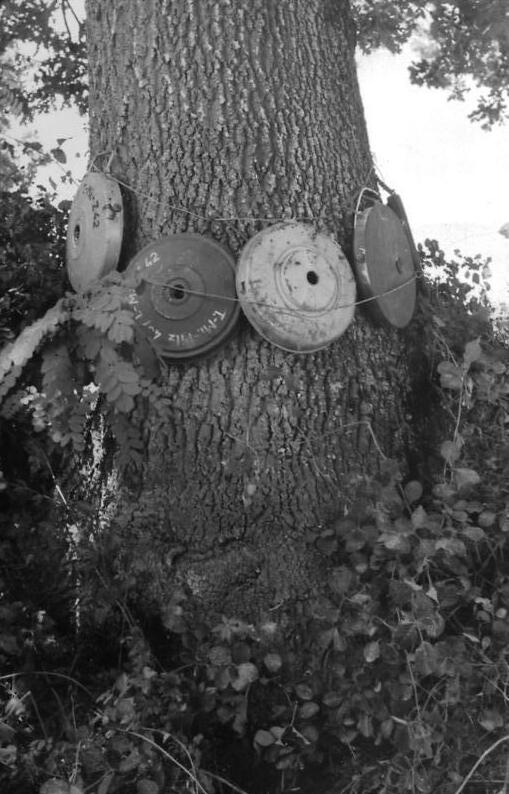
掛於樹上的泰勒地雷，其引信及壓力板皆尚未安裝。

泰勒地雷（德語：Tellermine）是一種納粹德國於第二次世界大戰期間生產製造的反坦克地雷，廣泛配發德軍使用。泰勒地雷的炸藥皆裝載於圓盤型的金屬盒內，其上並裝有以壓力觸發的引信；地雷外側還設有可供手提的握把。一如名稱所示，不論何種型號的泰勒地雷皆呈盤狀（Teller為德語「盤子」或「碟子」之意）。地雷內裝有約5.5公斤的TNT炸藥，觸發壓力則約為91公斤；其爆炸威力能損毀任何二戰時期戰車的履帶，或摧毀輕型裝甲車輛。由於泰勒地雷的觸發壓力較大，因此僅有車輛或重型物體通過其上時地雷才會引爆，普通人員經過則通常無法誘發地雷。
泰勒地雷主要使用兩款不同的壓力引信，其中較值得注意的是裝有標準防除雷裝置的T.Mi.Z.43引信。當T.Mi.Z.43引信被插入地雷中，壓力板也安裝完成後，引信內的保險切開銷（Shear Pin）會被切斷，並會發出一聲「啪」的聲響。這個動作會啟動防除雷裝置。因此，任何企圖以鬆開壓力板來移除引信藉以清除泰勒地雷的方式皆會導致地雷內的彈簧撞針被釋放，並引爆地雷。由於無法從外觀判斷其使用的是哪一種引信，因此除雷者不應任意移除任何泰勒地雷的壓力板，以免觸發地雷。T.Mi.Z.43引信主要使用於泰勒地雷35型、42型及43型系列。
除此之外，為了阻止掃雷，所有的泰勒地雷皆於地雷側面及下底部裝有兩個額外的引信，並與防除雷裝置相聯。
第二次世界大戰期間，德軍主要使用四種不同型號的泰勒地雷：
- 泰勒地雷43型（英语：Tellermine 43）
- 泰勒地雷42型（英语：Tellermine 42）
- 泰勒地雷35型（英语：Tellermine 35）
- 泰勒地雷29型（英语：Tellermine 29）

德國於1943年至1944年間總計製造了約3,622,900枚泰勒地雷。

## 圖集

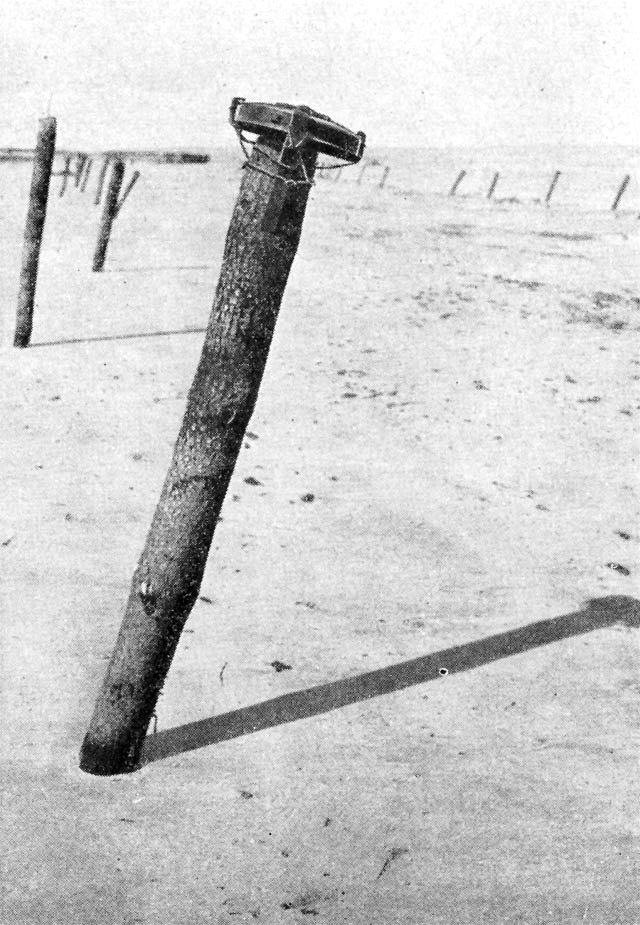
猶他海灘上的泰勒地雷。安裝於木樁上是為了於高潮時由登陸艇來觸發地雷。
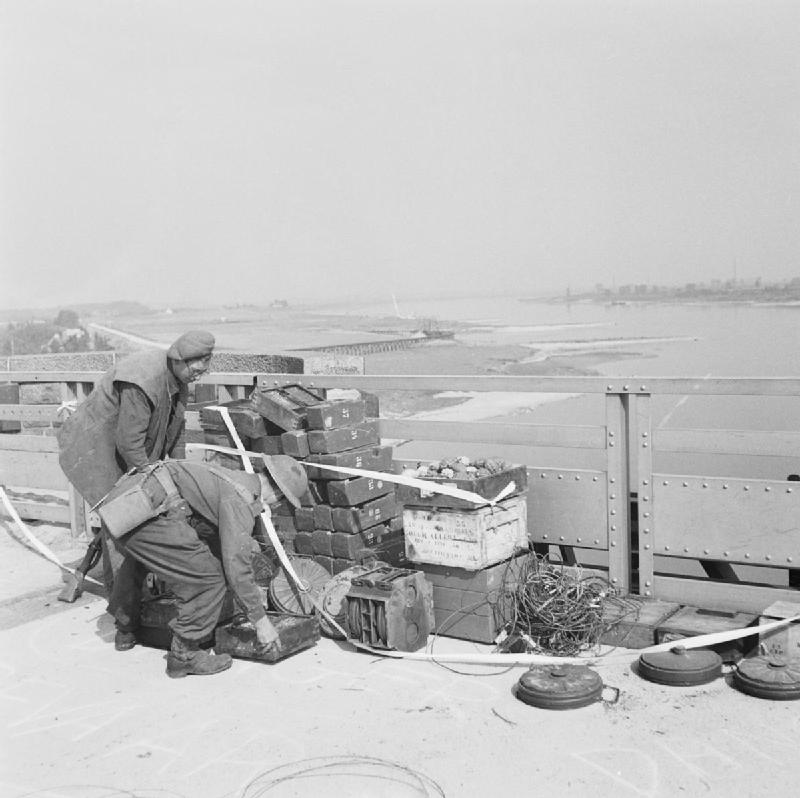
1944年9月，英國工兵正在移除德軍用來爆破奈美根大橋的泰勒地雷。
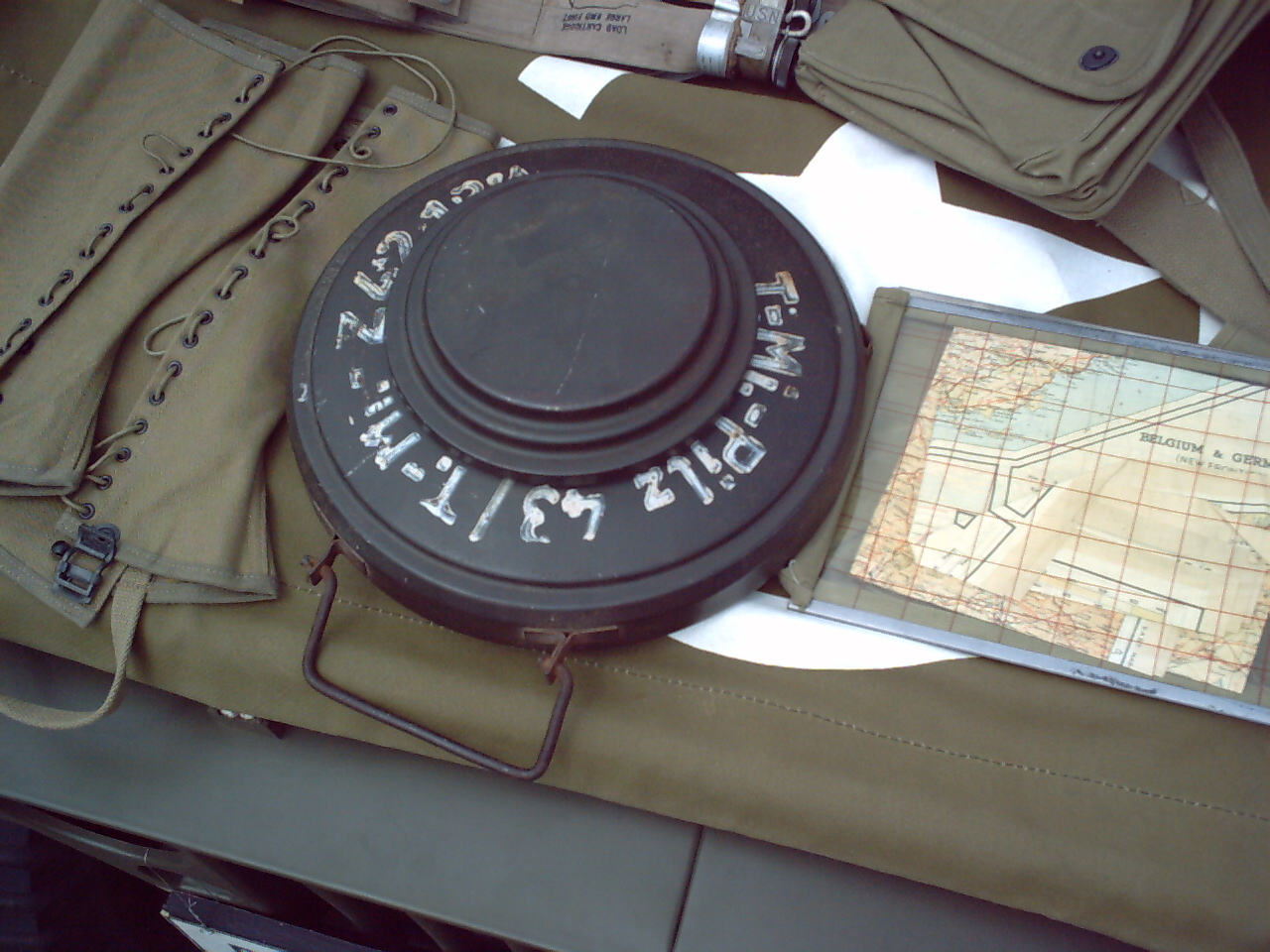
泰勒地雷43型。